# Baik Myung-sun
Baik Myung-sun (hangeul : 백명선 ; hanja : 白明善 ; RR : Baek Myeongseon ; MR : Paek Myŏngsŏn), née le 12 février 1956, est une ancienne joueuse sud-coréenne de volley-ball.
Elle est médaillée de bronze aux Jeux de 1976.

## Carrière
Baik fait partie de l'équipe sud-coréenne qui remporte la médaille de bronze lors des Jeux olympiques de 1976.

## Palmarès
- Jeux olympiques
  -  1976 à Montréal.
- Jeux asiatiques
  -  1978 à Bangkok